# Ázere (Arcos de Valdevez)
Ázere é uma povoação portuguesa sede da Freguesia de Ázere do Município de Arcos de Valdevez, freguesia com 3,18 km² de área e 207 habitantes (censo de 2021), tendo, por isso, uma densidade populacional de 65,1 hab./km².

## Demografia
A população registada nos censos foi:
| Ano  | 0-14 Anos | 15-24 Anos | 25-64 Anos | > 65 Anos |
| 2001 | 49        | 39         | 138        | 68        |
| 2011 | 22        | 30         | 118        | 77        |
| 2021 | 16        | 17         | 97         | 77        |

## Património
- Castro de Ázere
- Ponte de Ázere / Ponte sobre o rio Ázere